# Pierre Fouché
Pour les articles homonymes, voir Fouché.
Pierre Fouché (en catalan Pere Fouché), né le 8 février 1891 à Ille-sur-Têt où il est mort le 11 août 1967, est un universitaire français des Pyrénées-Orientales, linguiste et philologue.

## Biographie
Docteur ès lettres, il fut professeur dans les Universités de Grenoble (chaire phonétique) puis de Strasbourg en 1926 (chaire d'histoire du français). En 1931, il accède au poste de maître de conférences de phonétique générale et expérimentale à la Faculté des lettres de Paris. L'année suivante, il devient professeur sans chaire et directeur de l'Institut de phonétique. Il acquiert le statut de professeur de phonétique en 1937. Il est également directeur de l'École de préparation des professeurs français à l'étranger à partir de 1945, avant de prendre sa retraite en 1962, en qualité de professeur honoraire.
En 1932, il prend également la direction du Musée de la parole et du geste à l’Université de Paris, après le départ d’Hubert Pernot.
Il devient membre de l’Institut d’Études Catalanes en 1946.
Pierre Fouché est directeur et collaborateur de la Revue internationale d'onomastique, de l'importante revue de linguistique Le français moderne, de la Revue des langues romanes, de la Revue hispanique, de la Revue des langues anciennes, d'Onomastica, etc.
Il effectue également diverses missions à l'étranger : représentant de l'Université de Paris au Congrès international de phonétique de Gand en 1938, conférences à l'Université de Londres, en Yougoslavie, à l'Université de Cophenhague (1951), et d'Édimbourg, ou encore mission à l'Université de Costa-Rica pour organiser les études de philologie romanes et de linguistique (1961).

## Décoration
- Officier de l'Instruction publique en 1955, en qualité de « professeur à la faculté des lettres de Paris »[3].

## Œuvres
- Phonétique historique du roussillonnais, Libr. E. Privat, Toulouse, 1924.
- Morphologie historique du Roussillonnais, Libr. E. Privat, Toulouse, 1924.
- Études de phonétique générale : (syllabe, diphtongaison, consonnes additionnelles), Les Belles Lettres, Paris, 1927.
- Le verbe français : étude morphologique, Les Belles Lettres, Paris, 1931.
- Phonétique historique du français, Klincksieck, Paris, 1952.
- Traité de prononciation française, Klincksieck, Paris, 1959.